# L'Assomption (ancienne circonscription fédérale)
Pour les articles homonymes, voir Assomption (homonymie).
L'Assomption était une circonscription électorale fédérale de la région des Laurentides au Québec. Elle fut représentée de 1867 à 1917.
C'est l'Acte de l'Amérique du Nord britannique de 1867 qui créa ce qui fut appelé le district électoral de L'Assomption. Abolie en 1914, la circonscription fut fusionnée à L'Assomption—Montcalm.

## Géographie
En 1867, la circonscription de L'Assomption était bordée au nord-est par les circonscriptions de Berthier et Joliette, ainsi que par le fleuve Saint-Laurent au sud-est et la circonscription de Montcalm au nord-ouest.
En 1867, la circonscription comprenait:
- Les paroisses de Lachenaie, Saint-Henri-de-Mascouche, Saint-Lin, Saint-Sulpice et l'île Bouchard, Repentigny, L'Assomption, Saint-Roch, Saint-Henri, Saint-Paul-L'Hermite et L'Épiphanie

## Députés
1. 1867-1874 — Louis Archambault, Libéral-conservateur
2. 1874-1887 — Hilaire Hurteau, Libéral-conservateur
3. 1887-1892 — Joseph Gauthier, Libéral
4. 1892¹-1896 — Hormidas Jeannotte, Conservateur
5. 1896-1900 — Joseph Gauthier, Libéral (2)
6. 1900-1906 — Romuald-Charlemagne Laurier, Libéral
7. 1906¹-1908 — Ruben Charles Laurier, Libéral
8. 1908-1917 — Paul-Arthur Séguin, Libéral

¹ = Élections partielles